# Colocleora cinnamomoneura
Colocleora cinnamomoneura là một loài bướm đêm trong họ Geometridae.